# Hakko Denshin Ryu
Hakko Denshin Ryu Jujutsu  (八光伝心流柔術?) es un arte marcial japonés. Esta escuela de jujutsu fue fundada en 1997 por Yasuhiro Irie, Michael LaMonica y Antonio Garcia, todos ellos altos grados de Hakko Ryu, escuela de la que desciende, a su vez basada en parte en Daitō-ryū Aiki-Jutsu. 
El nombre Hakko Denshin Ryu significa "Corazón y Espíritu (Alma) de Hakko Ryu". En Japón es conocido como Kokodo (皇光道?). 

## Historia
La escuela fue fundada por Yasuhiro Irie, Michael LaMonica y Antonio Garcia en 1997. Cada uno de ellos recibió el grado de Sandaikichu del fundador de Hakko Ryu previo a abandonar la organización Hakko Ryu. Al crear Hakko Denshin Ryu, cada uno de ellos asumió el título de director ("Soke") del nuevo sistema en sus respectivas áreas geográficas (Japón, EE. UU., Europa) y formaron una federación denominada Kokodo Renmei.

En la década de 1990, un antiguo Sihan de Hakko-ryu y estudiante de Yasuhiro Irie, Roy Hobbs, recibió el grado Menkyo Kaiden (licencia completa de enseñanza) en Kokodo Jujutsu y, con el permiso de Irie, creó un nuevo descendiente de Hakko Ryu, llamado Dentokan Jujutsu. 
Otro descendiente del Hakko Ryu llamado 'Hakko Densho Ryu' fue fundado por Palumbo en Colorado. Éste no está afiliado con los otros sistemas.

## Filosofía
Su filosofía podría resumirse en "no Desafío, no Resistencia, no lesión".  Esto significa que el practicante no debería comenzar una lucha, debería buscar cualquier vía razonable para prevenir una lucha, y debería esforzarse en prevenir lesionar al asaltante si una pelea tiene lugar. Lesionar es sólo aceptable bajo "circunstancias excepcionales" (situaciones donde la vida corre peligro).  El asaltante es neutralizado y su deseo de luchar es vencido por medio del dolor infligido.
Como complemento a las dolorosas técnicas, el fundador también integró el shiatsu dentro del arte. Este es aprendido en todos los niveles de entrenamiento.

## Usos prácticos
El estilo se utiliza como base para las clases de defensa personal de la Universidad de Akron, Akron, Ohio. La guía de estudio para principiantes de Hakko Denshin Ryu es el texto requerido por la universidad.
El estilo, junto con otros estilos de aiki jujutsu, es usado por las fuerzas de seguridad debido a la característica de evitar lesionar al contrario.